# Lacrosse (Band)
Lacrosse ist eine schwedische Indie-Pop-Band aus Stockholm. Die Band entstand 2005, ihr Debütalbum This New Year Will Be for You and Me erschien im November 2007 bei Tapete Records. Nach der Veröffentlichung ging die Band auf Europatournee. Im Mai 2009 erschien ihr zweites Album Bandages for the Heart.

## Diskografie
- 2007: This New Year Will Be for You and Me (Tapete Records)
- 2009: Bandages for the Heart (Tapete Records)
- 2014: Are You Thinking of Me Every Minute of Every Day? (Tapete Records)